# Julius Schäffer
Pour les articles homonymes, voir Schäffer.
Julius Schäffer (né le 3 juin 1882 à Markgröningen, mort le 21 octobre 1944 à Weilheim in Oberbayern) est un mycologue allemand.

## Biographie
Julius Schäffer est le fils d'un couple d'aubergistes qui sont aussi agriculteurs (viticulture, houblon, terres agricoles). Excellent élève, il intègre deux années le séminaire évangélique de Schönthal et Urach. Après l'abitur en 1900, il étudie la théologie au séminaire de Tübingen. Mal à l'aise à devenir pasteur, il préfère se consacrer à une carrière de professeur, impressionné par le mouvement de l'Éducation nouvelle qui émerge. De 1906 à 1908, il est professeur et éducateur à l'École rurale résidentielle à Ilsenburg, où il enseigne la religion, l'allemand, la géographie et l'histoire naturelle. Il est ensuite tuteur à Dresde. Au cours de ces années, il voyage avec la famille pour laquelle il enseigne. Il étudie ensuite un semestre à Trieste. Après le concours, il devient professeur à Potsdam.
Julius Schäffer est professeur de chimie, de biologie et de mathématiques. En tant que représentant de l'Éducation nouvelle, il fait de longs voyages avec ses élèves mais devient impopulaire auprès de ses collègues conservateurs. Après son professorat, Schäffer se consacre à la mycologie, écrit et peint, aidé par son épouse. Grâce à sa passion, il est en correspondance avec d'autres mycologues comme Hans Haas (de), Adalbert Ricken et Albert Pilát. Schäffer travaille essentiellement sur le classement des basidiomycètes, en particulier les russules et les agarics.
Lorsque le nazisme prend le pouvoir, Schäffer refuse d'enseigner les théories raciales. En 1939, il prend sa retraite pour des raisons de santé et déménage avec sa femme à Dießen am Ammersee, où le couple achète une maison. Là, il se consacre entièrement à la mycologie, en particulier aux cortinaires, raison pour laquelle il correspond avec Meinhard Michael Moser (de). Il donne des cours sur les champignons à l'école de Weilheim in Oberbayern.
Au cours d'une excursion avec les élèves, Julius Schäffer et sa femme trouvent à l'automne 1944 de grandes quantités de paxilles enroulés, champignons appréciés à cette époque. Dans l'après-midi, ils présentent les symptômes d'une intoxication fongique. En raison de la guerre, le médecin local n'a pas de matériel pour le lavage gastrique, l'hôpital de Weilheim est inaccessible à cause de lignes téléphoniques détruites et Schäffer part deux jours plus tard de Weilheim à cause du manque d'essence. Il meurt après dix-sept jours de souffrance le 21 octobre 1944.